# Claus Holm (kok)
 Ikke at forveksle med Claus Holm.
Claus Julius Holm (født 1970 i Vejle) er en dansk kok, kogebogsforfatter og foredragsholder. Han har blandt andet arbejdet på Go' Morgen Danmark på TV2, som kok.
Han har desuden lanceret en serie af køkkenredskaber i eget navn.